# Panico bancario

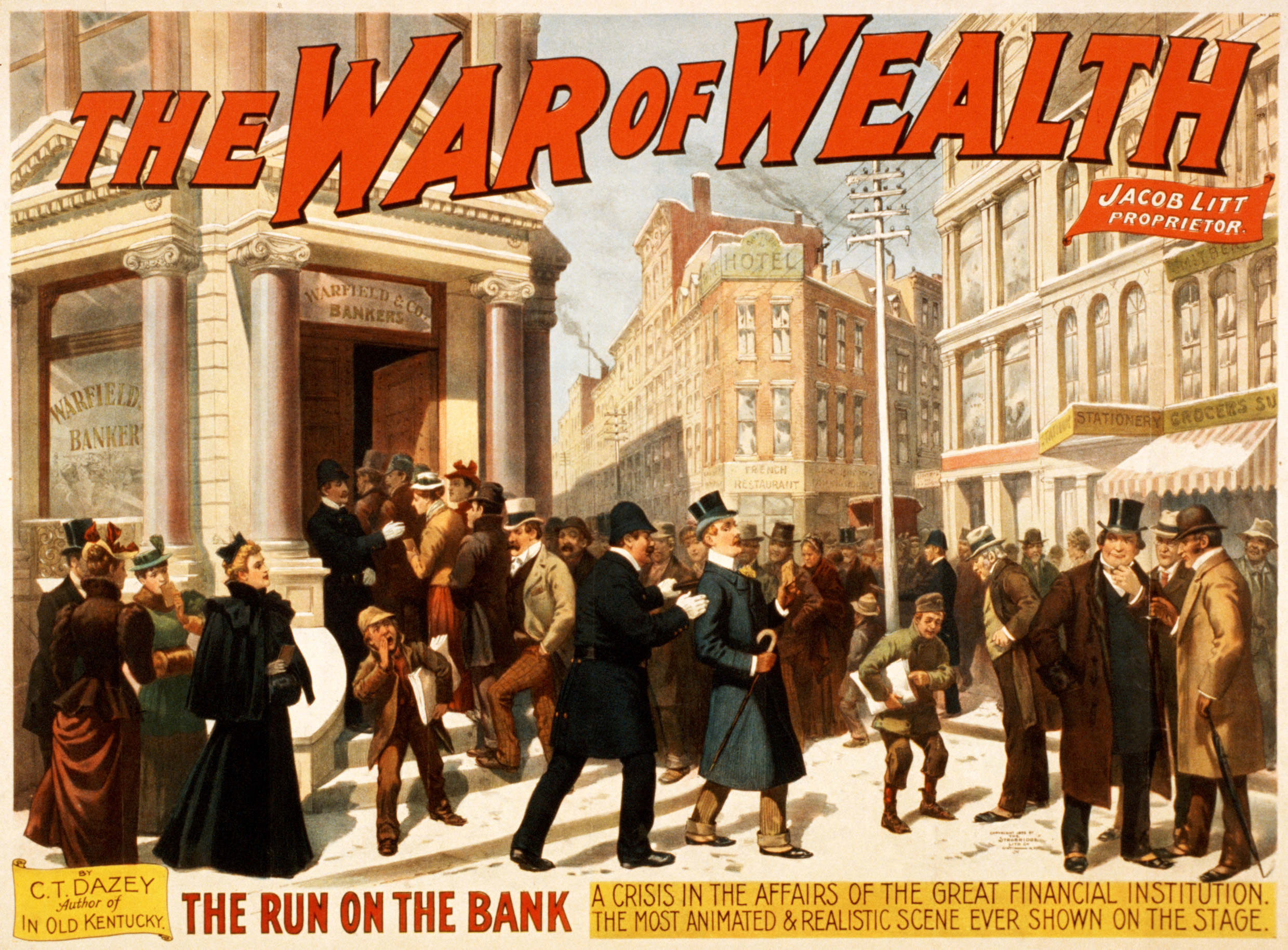
Locandina de The War of Wealth, un melodramma del 1896 che rappresentava una corsa agli sportelli tipica del XIX secolo

Il panico bancario (anche corsa alla banca o meglio corsa agli sportelli) è un fenomeno tipico di una crisi finanziaria. Avviene quando un elevato numero di clienti di una banca preleva contemporaneamente tutti i propri depositi per paura che la banca diventi insolvente.
Tale avvenimento destabilizza la banca stessa, che spesso fallisce. Il fallimento dipende dal fatto che la banca detiene solo una parte dei depositi (vedi riserva frazionaria), mentre la maggior parte viene investita, o meglio, utilizzata per espletare la sua funzione creditizia.

## Descrizione del fenomeno
In sostanza la banca non trattiene i fondi in cassa ma li presta a terzi, di conseguenza in caso di prelievo "di massa" da parte dei clienti la banca non ha i fondi necessari per far fronte alle richieste di prelievo, e quindi diventa insolvente. La conseguenza a tutto ciò è la bancarotta dell'istituto stesso.
Il depositante che presta somme di denaro alla banca, definito risparmio, è solitamente garantito - fino ad una certa somma - da un fondo interbancario di tutela dei depositi. A volte, tuttavia questo non basta a scongiurare la sfiducia e la corsa agli sportelli.
Si ha un panico bancario quando la corsa agli sportelli accade contemporaneamente per diverse banche. In tal caso, il fallimento di più istituti di credito, può causare una recessione economica.
Date le conseguenze sociali e per il sistema finanziario, in caso di fallimento bancario intervengono per il salvataggio degli istituti in crisi, la stessa banca centrale, con il prestito di ultima istanza  erogato tramite le operazioni di mercato aperto, , oppure il Governo. Se ci sono problemi di liquidità di un istituto di credito a coprire le richieste di prelievo di contante da parte dei correntisti, i fondi interbancari intervengono e tutelano i depositi fino a 100.000 euro. La banca o il fondo di investimento sono autorizzati dalla Banca Centrale a sospendere i prelievi per un certo numero di giorni, mentre il Governo può imporre una limitazione massima all'uso del contante per le transazioni commerciali, o per i trasferimenti di denaro (anche elettronico) all'estero, per arginare la fuga di capitali. 
L'intervento del Governo si concretizza nell'ordine ad altri istituti o soggetti terzi di comprare le azioni o fare credito alle banche in via di fallimento, nella conversione forzata dei debiti in azioni (opzione convertendo per i creditori), nell'obbligo per gli azionisti di sottoscrivere un aumento di capitale sociale a pagamento.
Altre volte la banca centrale interviene prestando denaro in ultima istanza dietro qualunque tipo di garanzia tenuta fino a scadenza per "ripulire" dalle perdite i bilanci delle società in crisi. I Governi intervengono con denaro pubblico e possono porre le banche in amministrazione controllata, ovvero imporre una nazionalizzazione. La nazionalizzazione comporta l'esproprio delle azioni e il passaggio integrale della proprietà a un soggetto pubblico. La ricapitalizzazione del sistema bancario mediante una spesa in deficit ha l'effetto di tassare i cittadini due volte: una con una "tassa da inflazione" derivante non dal trasferimento di denaro da cittadini a banche, ma dall'iniezione di nuova liquidità nel sistema; una seconda, diretta, derivante dall'aumento del debito pubblico e della pressione fiscale per ripagare questi interventi.
Il conflitto di interesse è ancora più evidente se le banche salvate con titoli di debito pubblico dallo Stato sono azioniste delle banche centrali. La nazionalizzazione compensa l'esborso di denaro pubblico con quote di proprietà degli istituti e una partecipazione ai profitti che possono generarsi dopo il risanamento. Questa via è stata ad esempio percorsa nei salvataggi degli anni novanta delle banche svedesi.
Un altro modo per evitare un esborso di denaro pubblico "regalato" alle banche, è la conversione del debito pubblico in azioni che servono a ricapitalizzare il sistema bancario: se le azioni sono prive di diritto di voto, la gestione degli istituti resta privatistica e le banche mantengono la loro autonomia gestionale.

### Bail-in(salvataggio interno)
La direttiva 2014/59/UE, in vigore dal 1º gennaio 2016, riforma le procedure attivabili dalle autorità di risoluzione nelle crisi bancarie. 

Banche e correntisti non potranno più beneficiare di salvataggi con denaro pubblico, a carico della collettività e il rischio di impresa viene "distribuito" fra azionisti, obbligazionisti, titolari di conto corrente o titoli nominativi, sopra i 100.000 euro.

## Conseguenze economiche
Le conseguenze economiche di un panico bancario riguardano la difficoltà di reperire crediti, la perdita del denaro investito e la non-prelevabilità dei depositi.
Altri fenomeni sono l'iperinflazione se si opta per fornire liquidità illimitata senza interrompere l'erogazione del credito, le restrizioni ai movimenti di capitale, il prelievo forzoso dai conti correnti, e il corso forzoso dei titoli di debito utilizzati per pagare stipendi del pubblico impiego e le pensioni, e in seconda istanza nel settore privato..
Il codice di procedura civile disciplina la pignorabilità dei crediti e il pignoramento presso terzi. Essendo soggetti di diritto privato, le banche non beneficiano della non pignorabilità dei crediti di natura pubblicistica.
I creditori delle banche possono rivalersi verso i debitori degli istituti insolventi.
Il creditore può scegliere se mantenere i debiti con i piani di ammortamento precedenti, ovvero esigere la restituzione dell'intero capitale pena il pignoramento dei beni ipotecati come garanzia.
Se l'istituto viene incorporato in un altro istituto di credito, l'acquirente subentra quale mutuatario e i titolari di mutuo avranno lo stesso piano di ammortamento, pagando le rate a un'altra società.
John Maynard Keynes ed altri economisti notarono che i massicci fallimenti bancari degli anni '30 avevano portato ad una sostanziale riduzione dell'offerta di moneta, essendo la parte più consistente dello stock di massa monetaria entrato in circolazione sotto forma di prestiti bancari. In presenza di offerta, scorte e piena occupazione veniva a mancare la liquidità necessaria a finanziare i salari dei lavoratori e la domanda di beni di consumo.

## Storia

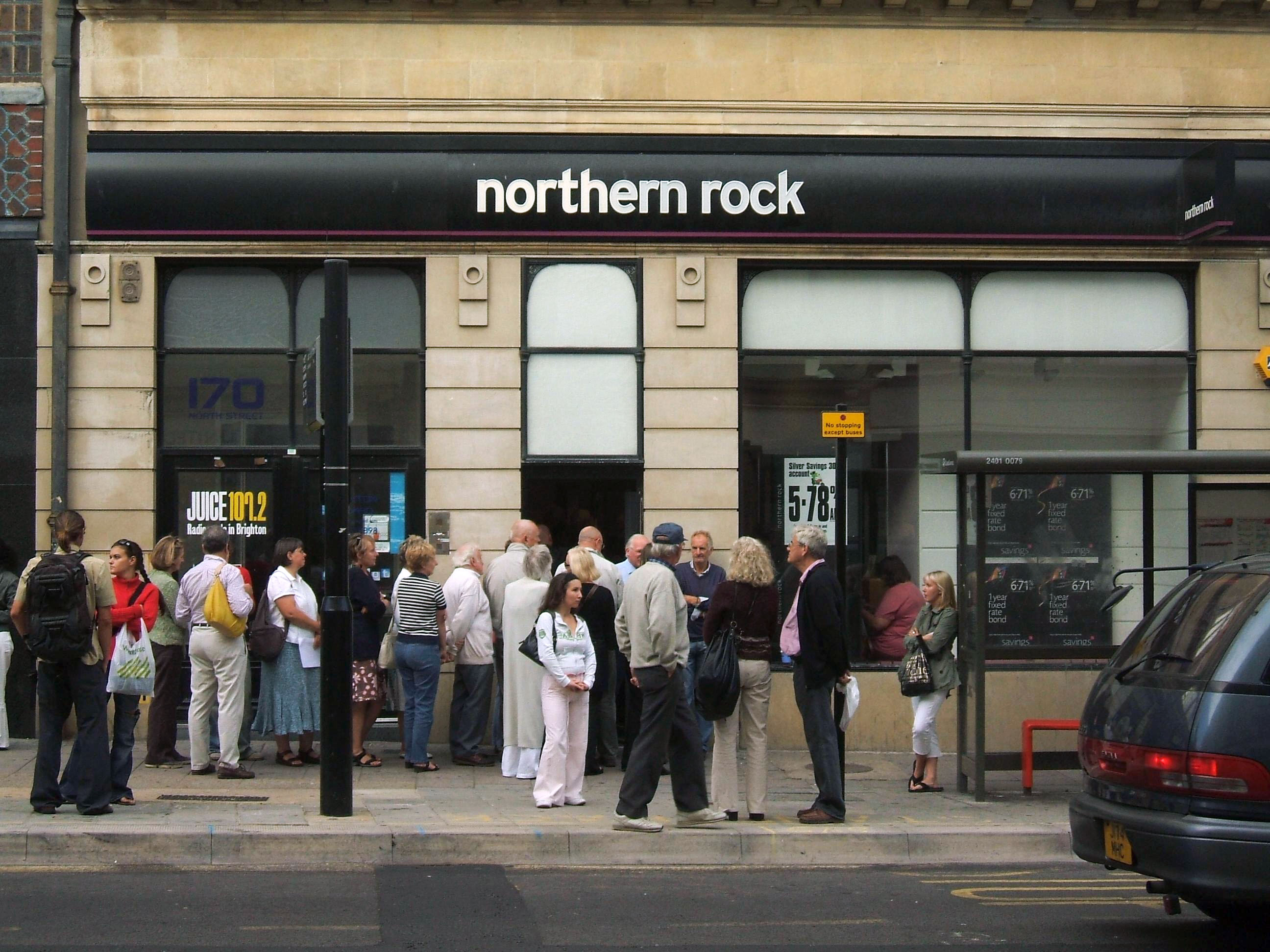
Bank run alla Northern Rock, 13 settembre 2007

I panici bancari sono sempre avvenuti dopo un periodo di espansione creditizia, e in certi casi allo scoppio di una bolla creata dall'espansione stessa. 
I primi esempi eclatanti li troviamo nel XVII secolo, come ad esempio quello della bolla dei tulipani (1634-1637). Altri esempi storici sono la bolla della South Sea Company (1717-1719), la Compagnia del Mississippi (1717-1720), la depressione post-napoleonica (1815-1830), lo scandalo della Banca Romana (1889-1892) e, soprattutto, la grande depressione, che durò dieci anni, dal 1929 al 1939.
Molte delle recessioni che hanno colpito gli Stati Uniti sono state caratterizzate dalla presenza di panici bancari. Gli eventi più gravi si verificarono circa un anno dopo il crollo della borsa del 1929, con la crisi del 1930-31 e con la crisi del 1931-33, contrassegnate da continui bank run nei confronti di tutti gli istituti di credito. Tale fenomeno si protrasse fino all'inizio dei "cento giorni" del nuovo presidente Franklin Delano Roosevelt, il quale con la Proclamation 2039 del 6 marzo 1933 dispose la sospensione di tutte le operazioni bancarie per una settimana. La crisi iniziò ad attenuarsi il 9 marzo del 1933, quando venne approvato l'Emergency Banking Act. Il 13 marzo le banche ricevettero il via libera alla riapertura, senza che si verificassero corse agli sportelli.

## Episodi recenti famosi
- Nel 2001, durante la crisi economica vissuta dall'Argentina agli inizi del III millennio.
- Nel 2002 in Uruguay.
- Nel 2007 è successo alla Countrywide Financial, a causa della crisi dei subprime appena scoppiata.
- Il 13 settembre 2007 all'importante banca britannica Northern Rock. Successivamente vi fu un intervento straordinario della Banca d'Inghilterra e del governo, che nazionalizzò l'istituto di credito.
- L'11 marzo 2008 entrò in crisi uno dei maggiori gruppi finanziari statunitensi, la Bear Stearns. Per la prima volta dalla grande depressione, la Federal Reserve decise di aiutare l'istituto attraverso iniezione di liquidità che permise l'acquisizione da parte del colosso JPMorgan Chase; questo fatto, è ritenuto come il più decisivo fra quelli che hanno portato alla crisi finanziaria del 2007-2008, in quanto gli attori del mercato creditizio americano si sono sentiti tutelati dai propri errori e inadempimenti (rischio morale).
- L'11 luglio 2008 avviene uno dei panici bancari più imponenti della storia americana, con oltre 1,3 miliardi di dollari su 6 di depositi prelevati in poche settimane alla IndyMac Bank, che andò inevitabilmente incontro al fallimento (il terzo fallimento più importante della storia degli Stati Uniti) e fu poi venduta dall'agenzia governativa Fdic per 13,9 miliardi di dollari (con una perdita di 8,5-9,4 miliardi) a un consorzio con capofila la Dune Capital Management[6].
- Nel 2015 panico bancario in Grecia.
- Nel 2016 panico bancario in Turchia, durante il tentativo, poi fallito, di colpo di Stato.